# Грушевские
Грушевские — украинский дворянский род.

## Происхождение
По мнению историка В. В. Кривошея следует выводить род Грушевских от дипломата, генерального писаря в 1657—1659 годы Ивана Груши. Основанием этой гипотезы является общая фамилия и местном проживания вблизи казацкой столицы Чигирина, где и работал в гетманской канцелярии Иван Груша.
Известно несколько родов Грушевских, имевшие разное происхождение и отличительные друг от друга гербы. Другой род Грушевских герба «Корчак», который предположительно происходит из галицких бояр времён Галицко-Волынского княжества и Королевства Руси(2).

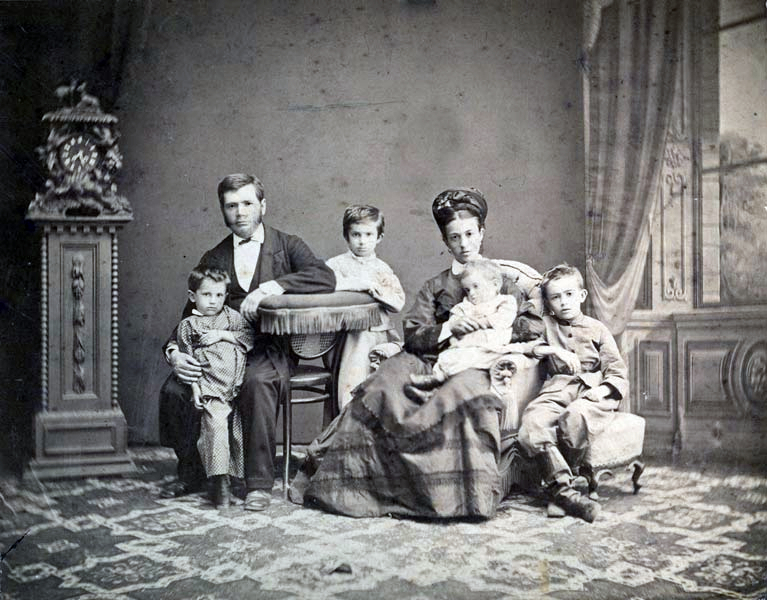
Сергей Федорович и Глафира Захаровна Грушевские с детьми. Слева направо: Захар, Анна, Федор, Михаил. Ставрополь, ок. 1876

## Родословная
- Даниил Груша (? — ок. 1787) — с 1746 года священник церкви св. Параскевы в селе Худолиевка.
- Груша, Пётр Данилович (1749 — ок. 1787).
- Грушев, Василий Данилович (ок. 1757 — ок. 1808) — пономарь; Груша, Мелания Семёновна (ок. 1759 — ок. 1804).
- Грушевский, Фёдор Васильевич (ок. 1791 — 1851) — с 1836 по 1851 гг. священник Преображенской церкви с. Лесники Киевской области, выпускник Тифлисской гимназии и историко-филологического факультета Киевский национальный университет имени Тараса Шевченко, дворянин, награждён двумя орденами Святой Анны, бронзовым крестом, Орденом святого равноапостольного Владимира[5]; Мария Кирилловна Ботвиновская (ок. 1798 — ок. 1875) — дочь священника из Суботова.
- Грушевский, Григорий Сергеевич (ок. 1791 — 1851).
- Грушевский, Сергей Фёдорович (1830 — 1901) — профессор, педагог, организатор народного образования, публицист, действительный статский советник, меценат, отец М. С. Грушевского, А. С. Грушевского и А. С. Шамрай-Грушевской[укр.][6].
- Оппокова, Глафира Захаровна (1847 — 1918).
- Грушевский, Марк Фёдорович[укр.] (1865 — 1938) — украинский церковный деятель, педагог, этнограф, краевед. Родственник М. С. Грушевского[7].
- Грушевский, Григорий Николаевич[укр.] (1867 — 1938) — протопоп Украинской автокефальной православной церкви, брат Михаила Грушевского в четвертом поколении, отец С. Г. Грушевского (1892 — 1937) — кандидат в члены 1-й Государственной думы Российской империи и Всероссийского учредительного собрания, профессор истории Луганского национального университета имени Тараса Шевченко в 1925—1930 годах, заместитель директора института по научной работе, племянник украинского историка и общественного деятеля Михаила Грушевского.
- Грушевский, Михаил Сергеевич (1866 — 1934) — украинский историк и руководитель Центральной Рады; Мария-Иванна Сильвестровна Грушевская[укр.] (1868 — 1948) — украинская учительница, переводчик.
- Грушевский, Александр Сергеевич (1877 — 1942) — исследователь истории Украины, литературовед, этнограф, археограф, журналист. Действительный член НОШ, член Украинской Центральной рады; Ольга Александровна Парфененко (1876 — 1961) — украинский историк, литературовед, шевченковед, библиотекарь, букинист.
- Шамрай-Грушевская, Анна Сергеевна[укр.] (1869 — 1943) — украинский историк и переводчик.
- Грушевский, Сергей Григорьевич (1892 — 1937) — украинский историк, профессор, племянник Михаила Грушевского[8].
- Грушевский, Лев Григорьевич[укр.] (1894 — 1937) — украинский историк, профессор, племянник Михаила Грушевского.
- Грушевский, Василий Григорьевич (1896 — 1915) — прапорщик, погиб на фронте Первой мировой войны.
- Грушевская, Екатерина Михайловна[укр.] (1900 — 1943) — этносоциолог, фольклорист, этнограф, культуролог, переводчик с европейских языков, секретарь Украинского социологического института в Вене 1919 — 1924 гг., руководитель Кабинета примитивной культуры ВУАН 1925 — 1930 гг., редактор журнала «Первобытное гражданство и его пережитки в Украине» 1926 — 1930 гг., действительный член НОШ во Львове с 1927 года[9].